# Hoàng Chí Bảo
Hoàng Chí Bảo (sinh năm 1944) là một giáo sư, tiến sĩ người Việt Nam, là diễn giả nổi tiếng, chuyên gia cao cấp, nguyên Ủy viên Hội đồng Lý luận Trung ương Đảng Cộng sản Việt Nam, Chủ tịch Hội đồng Khoa học Viện Khoa học nghiên cứu nhân tài - nhân lực. Ông còn được mệnh danh là "Người kể chuyện Bác Hồ", hay "Pho sử sống về Bác Hồ" vì đã dành nhiều năm sưu tầm, nghiên cứu, kể chuyện về tư tưởng, đạo đức, phong cách của Hồ Chí Minh. Ông lần lượt được phong hàm Phó Giáo sư và Giáo sư vào năm 1992 và 2003. Năm 2012, ông được Nhà nước phong danh hiệu Nhà giáo Ưu tú.

## Khen thưởng
- Danh hiệu: Nhà giáo Ưu tú.[9]
- Huân chương Độc lập hạng Ba.[10]